# Стоил Машев
Стоил Димитров Машев е български политик, кмет на Русе в периода 1945 – 1947 г.

## Биографични данни
Роден е на 3 март 1904 г. в с. Пищигово, Пазарджишко в многодетно семейство. Като младеж участва в септемврийските събития през 1923 г. Завършва висше агрономическо образование в София и през 1929 г. се дипломира. Постъпва на работа като стажант-агроном в Образцов чифлик край Русе. През 1930 – 1931 г. е директор на русенската подвижна катедра. По това време специализира агроикономика и се утвърждава като водещ пропагандатор на модерното земеделие. Машев е един от създателите на допълнителните земеделски училища в страната. Работи като околийски агроном в Провадия и Пазарджик. Няколко години е агроном-ръководител на Допълнителното земеделско училище в с. Осенец, Разградско. През 1939 – 1942 г. агроном в русенската захарна фабрика. Заради комунистическа дейност в края на 1942 г. е интерниран в бившето с. Братомир, Тутраканско. След 9 септември 1944 г. е околийски управител в Тутракан.

### Кметски мандат
Встъпва в длъжност на 8 февруари 1945 г., подкрепен единодушно от всички партии, влизащи в Отечествения фронт. Новият кмет добре разбира, че направеното до момента за града от неговите предшественици трябва да се поддържа и развива. Убеден, че просперитетът на града зависи от неговото икономическо развитие, кметът отделя специално внимание на стопанската дейност на общината, която създава работа за доста хора и носи печалба. Именно за тази цел се разширяват дейностите на съществуващите и се създават нови стопански предприятия и насърчава развитието на кооперативния и частния сектор.
Засилването на стопанската дейност и прилагането на прогресивно-подоходната система на облагане дава възможност на общината да има повече и по-сигурни приходи, за да посрещне своите нужди и да отделя повече средства за културния живот в града.
Освен за текущите грижи за училищата и читалищата, кметът Стоил Машев става инициатор за откриването на Висше техническо училище в Русе (ВТУ). Кметът предлага и общинската управа единодушно подкрепя идеята, като за целта отпуска 300 млн. тогавашни лева и определя подходящи сгради за първоначално настаняване и място за строеж на нова сграда.
Неговата активност не остава незабелязана от централната власт и на 30 април 1947 г. е привлечен на работа във Върховния стопански съвет като началник отдел „Държавни земеделски стопанства“. По решение на общинската управа за заслуги към града е обявен за „Почетен гражданин на Русе“. Като началник-отдел работи до 1953 г., когато след конфликт с нейния председател е изпратен за директор на ДЗС „Янко Забунов“ (Тутраканско). След това работи в Полиграфиздат и като главен редактор на Земиздат, където се пенсионира.